# С-189
С-189 — советская средняя подводная лодка проекта 613, входившая в состав Балтийского флота. После окончания службы переоборудована в корабль-музей в Санкт-Петербурге.

## История
Лодка С-189 заложена на Балтийском заводе 31 марта 1954 года и спущена на воду 4 сентября того же года. Всю карьеру провела на Балтике. Помимо боевых походов С-189 принимала участие в испытании новых образцов оружия на полигоне Ладожского озера. Впервые перешла на испытательный полигон на Ладоге 1959 году.
В 1968 году в день 50-летия ВМФ произвела показательное подводное плавание по Неве, погрузившись напротив Горного института и осуществив всплытие с пуском сигнальных ракет у борта крейсера «Киров», ошвартованного у Литейного моста.
В 1970—1972 годах трижды получала звание «Отличный корабль».
В 1977 году представляла своё соединение на праздновании дня ВМФ в Москве. В 1978, 1979 и 1982 годах признавалась лучшим кораблём соединения. С 1986 года выведена в резерв, находилась в Кронштадте. Прослужив почти 35 лет, была выведена из состава флота в 1990 году и позже, в 1999 году, затонула в Купеческой гавани порта Кронштадта, погрузившись у причала на грунт из-за потери плавучести. До 2005 года лежала на дне.

### Командиры
- Мышкин Н. А. (1953-1956)
- Сафронов К. В. (1956-1960)
- Маслич Р. В. (1960-1962)
- Онуфриенко Ю. С. (1962-1964)
- Ходырев В. Я. (1964-1967)
- Пихтелёв М. Х. (1967-1975)
- Плеханов Б. В. (1975-1977)
- Голанд Л. И. (1977-1978)
- Куция А. И. (1978-1983)
- Иванов И. В. (1983- ок.1984)
- Ведров С. А. (ок.1984-1986)
- Чернышев Н. В. (2006-2019..) капитан-директор

## Музей
16 января 2006 года за счёт средств бизнесмена и бывшего подводника Андрея Артюшина подводная лодка была поднята и поставлена в док на Канонерском заводе, где она обрела второе рождение. С 2007 года ошвартована у набережной лейтенанта Шмидта г. Санкт-Петербурга в качестве плавучего памятника. После ремонта и восстановления внутренних интерьеров на её базе был создан частный музей, открывшийся 18 марта 2010 года. Одним из первых проведенных на ней мероприятий стало торжественное спецгашение почтовой карточки, на которой воспроизведена картина художника-мариниста А. Ю. Заикина, изображающая подводную лодку С-189 во время морского парада.

## Галерея

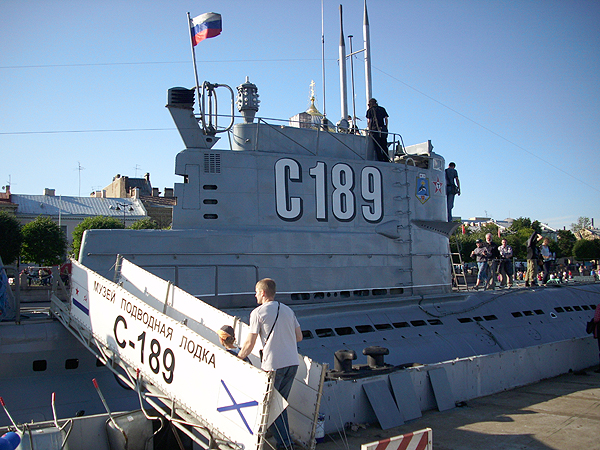
C-189 принимает посетителей
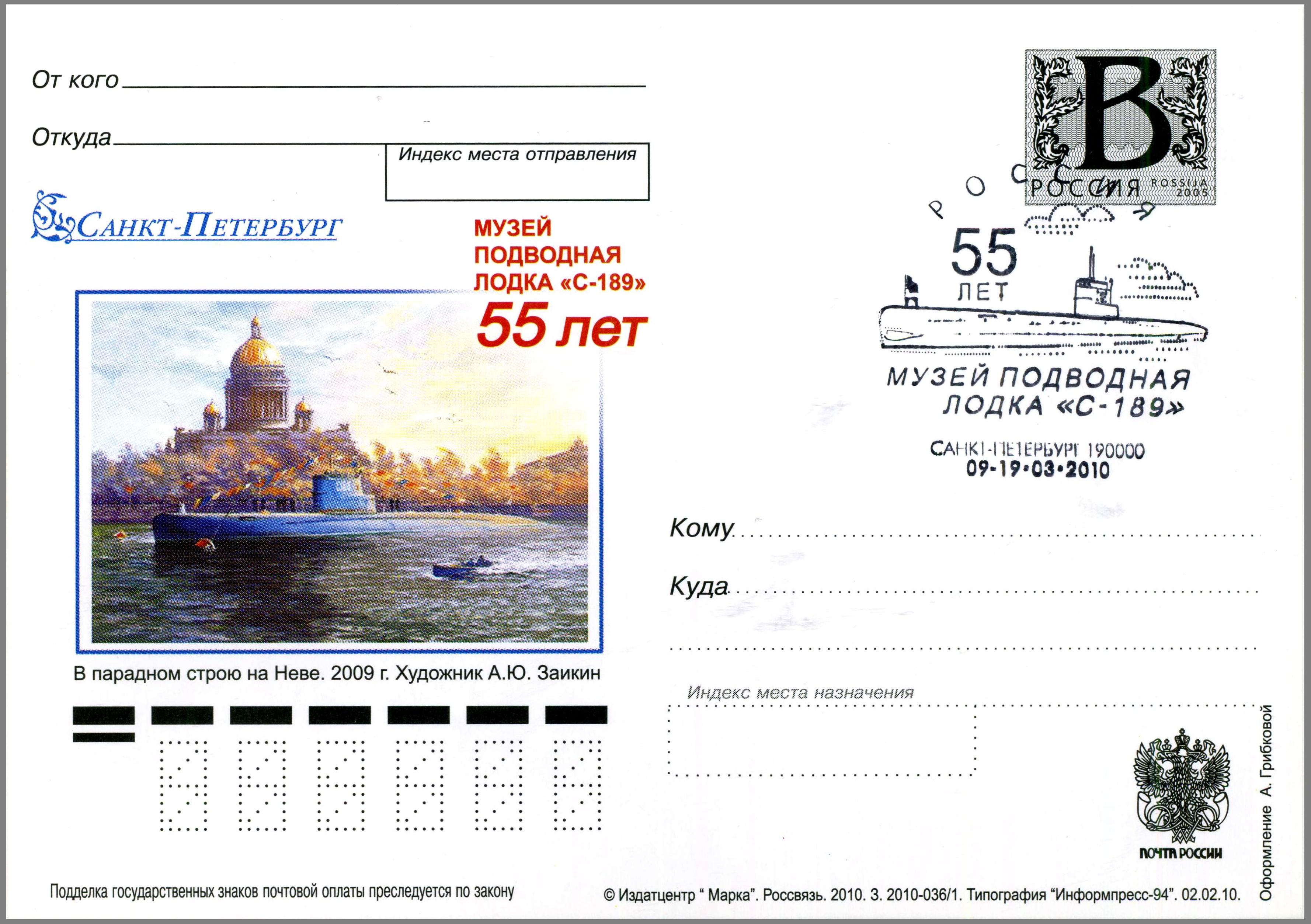
55 лет подводной лодке С-189. Почтовая карточка со специальным гашением, Россия 2010 г.
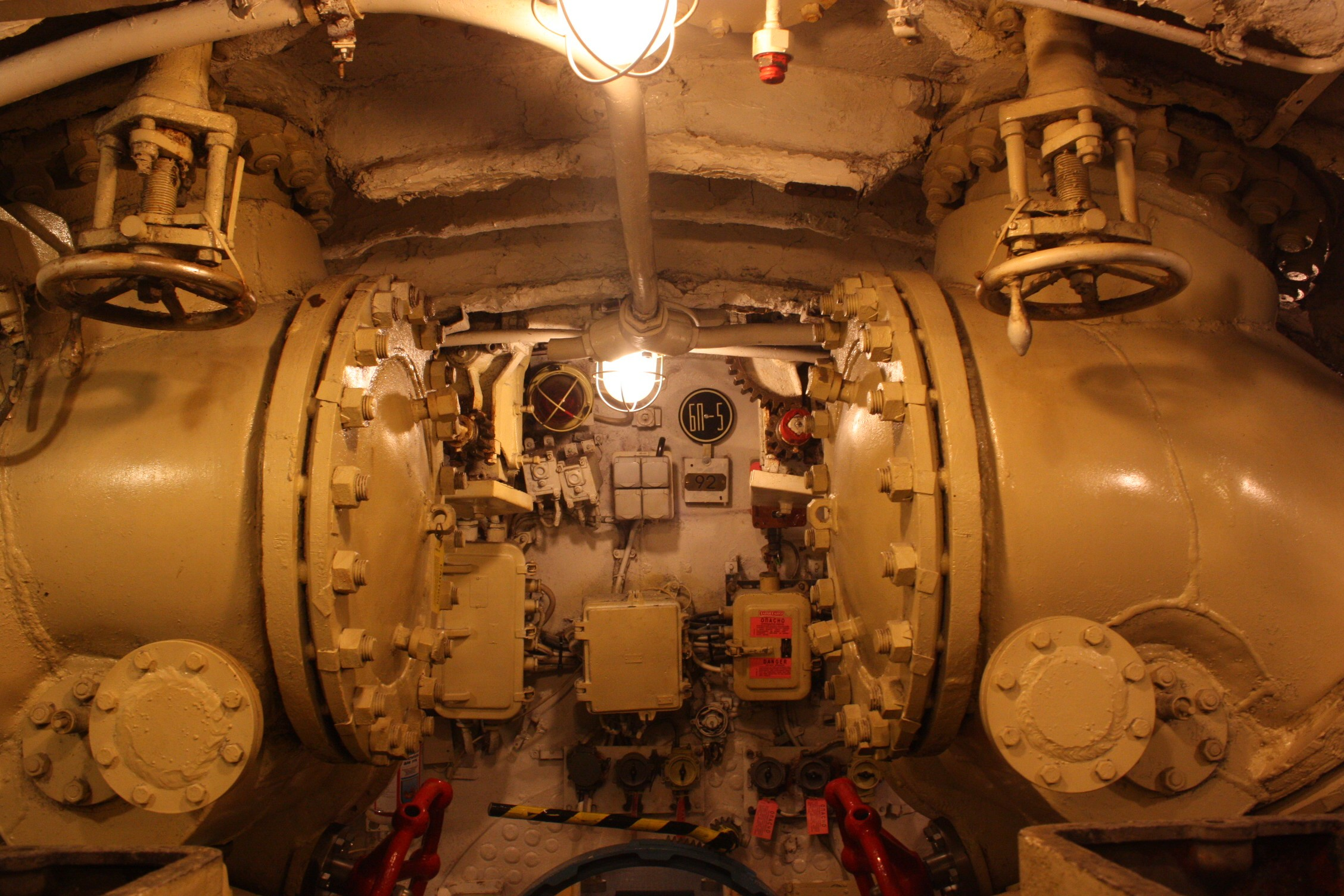
C-189 внутри
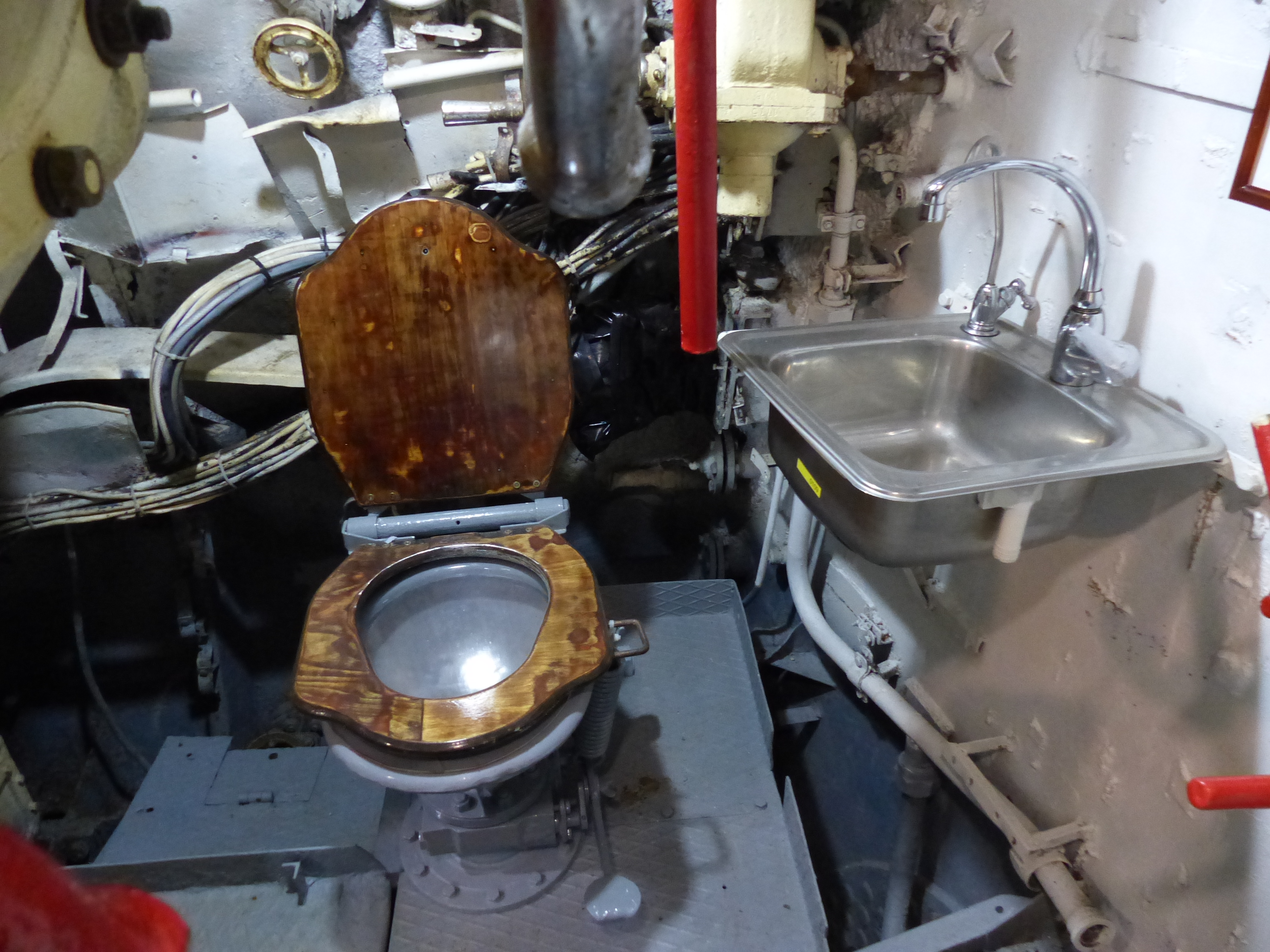
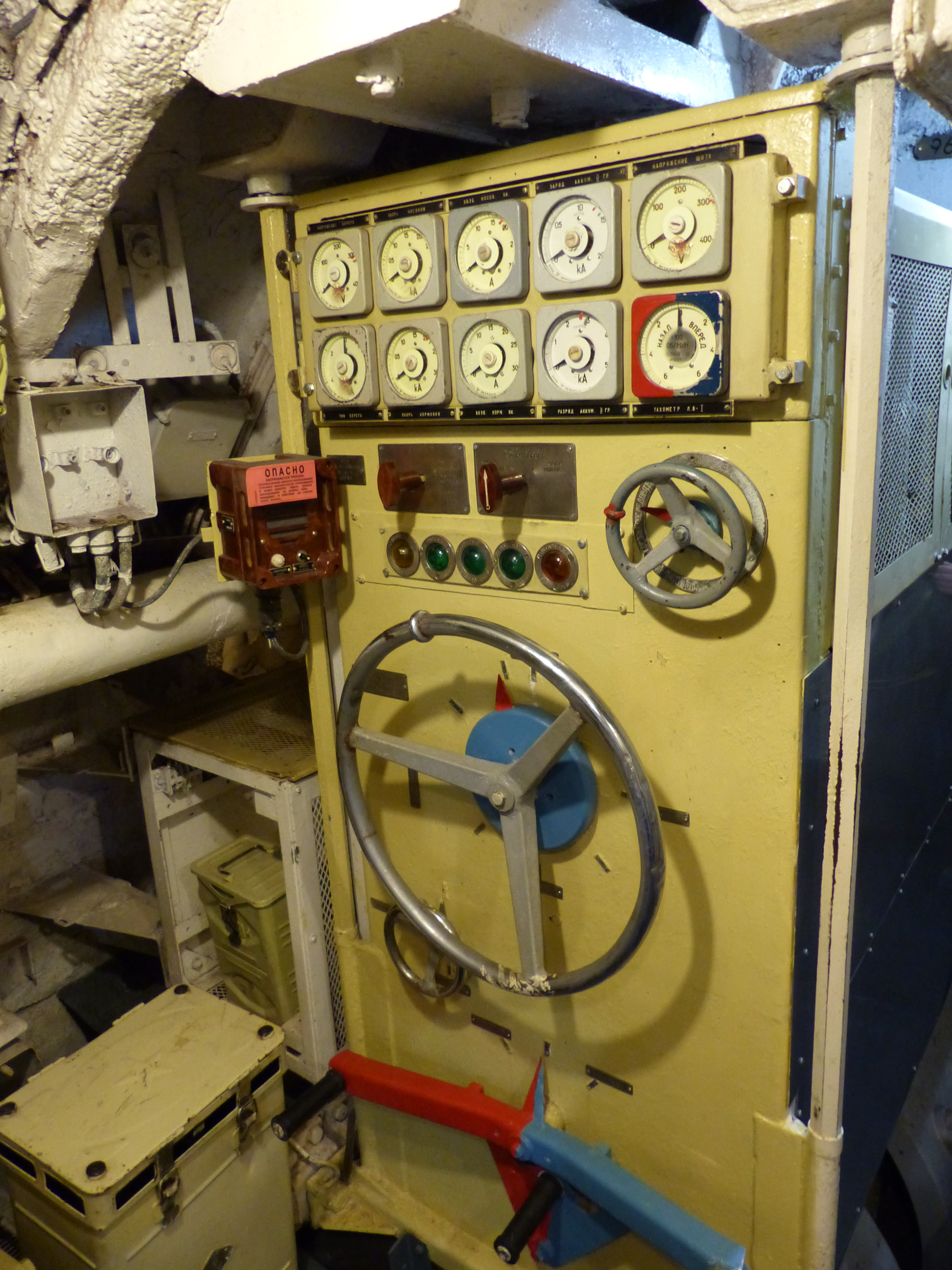
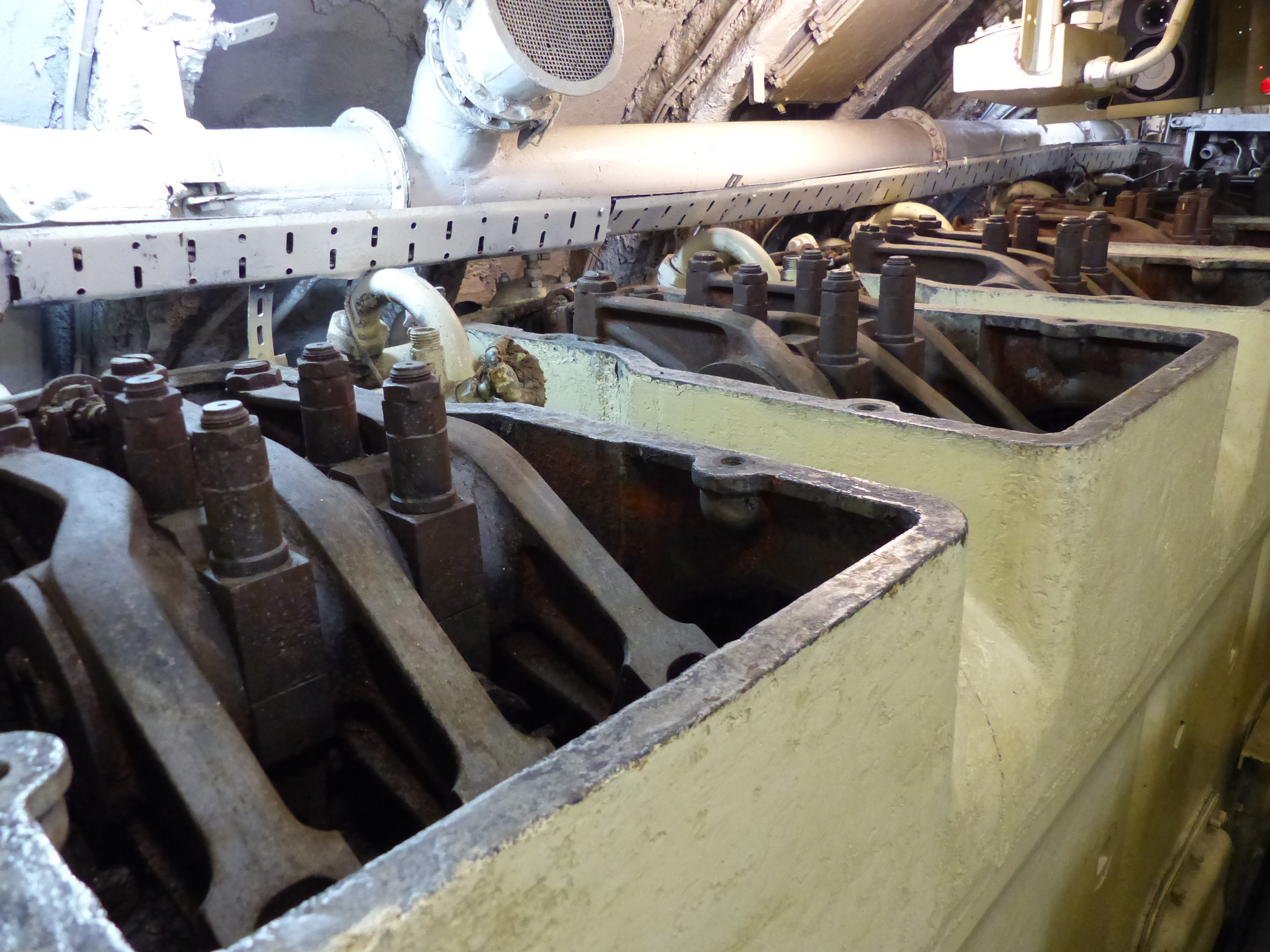
Головка блока цилиндров дизеля
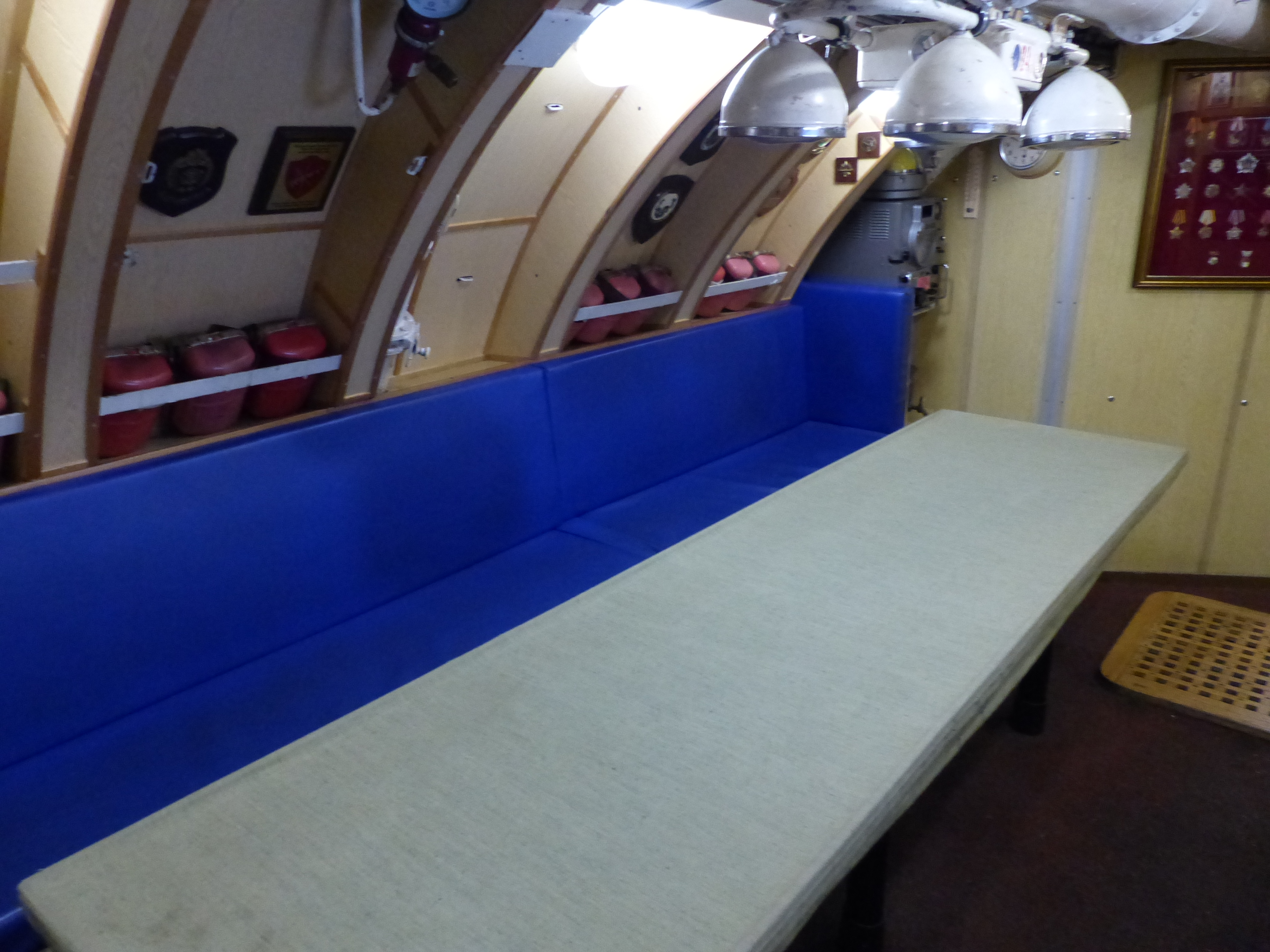
Кают-компания
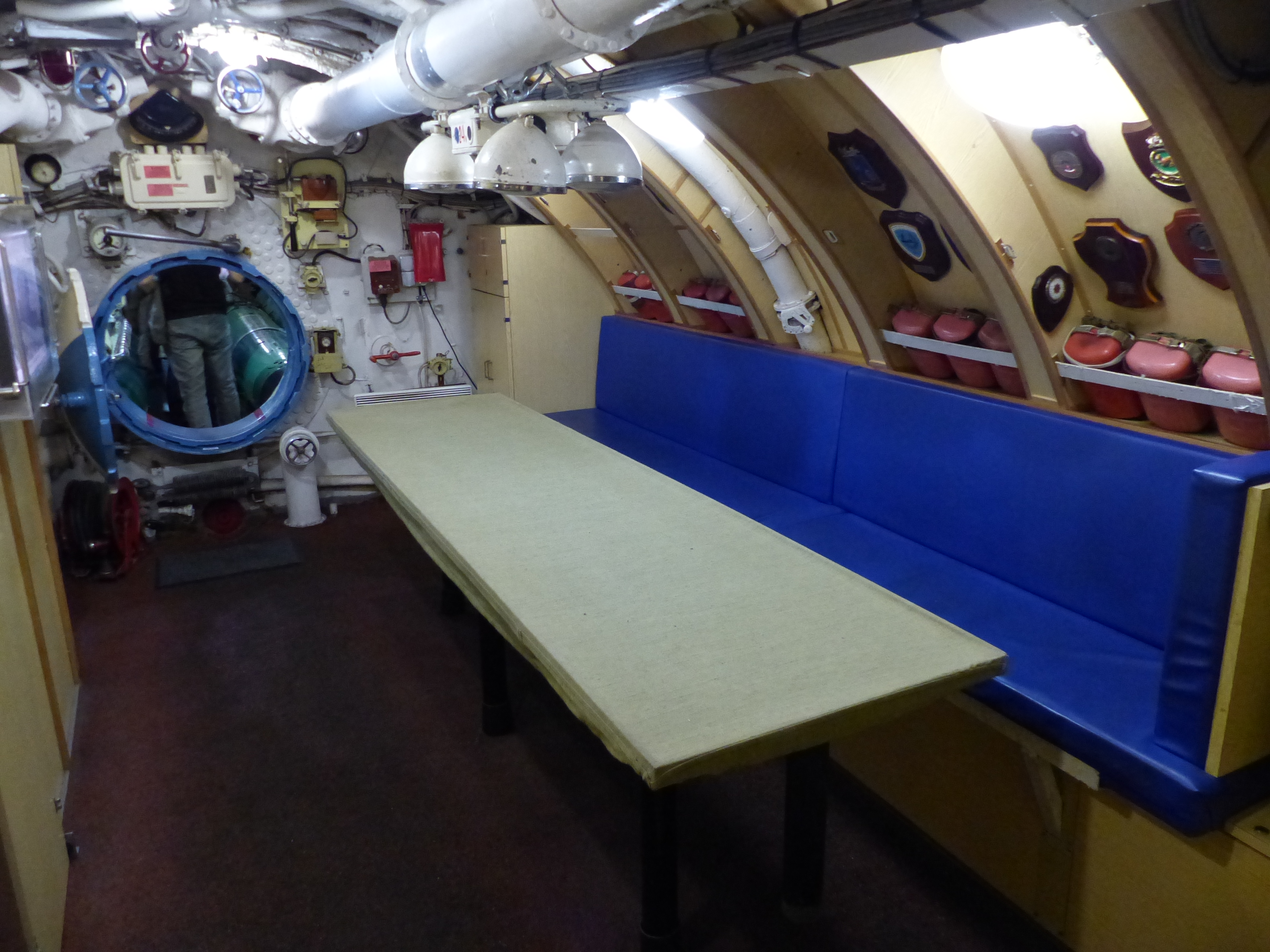
Кают-компания и люк
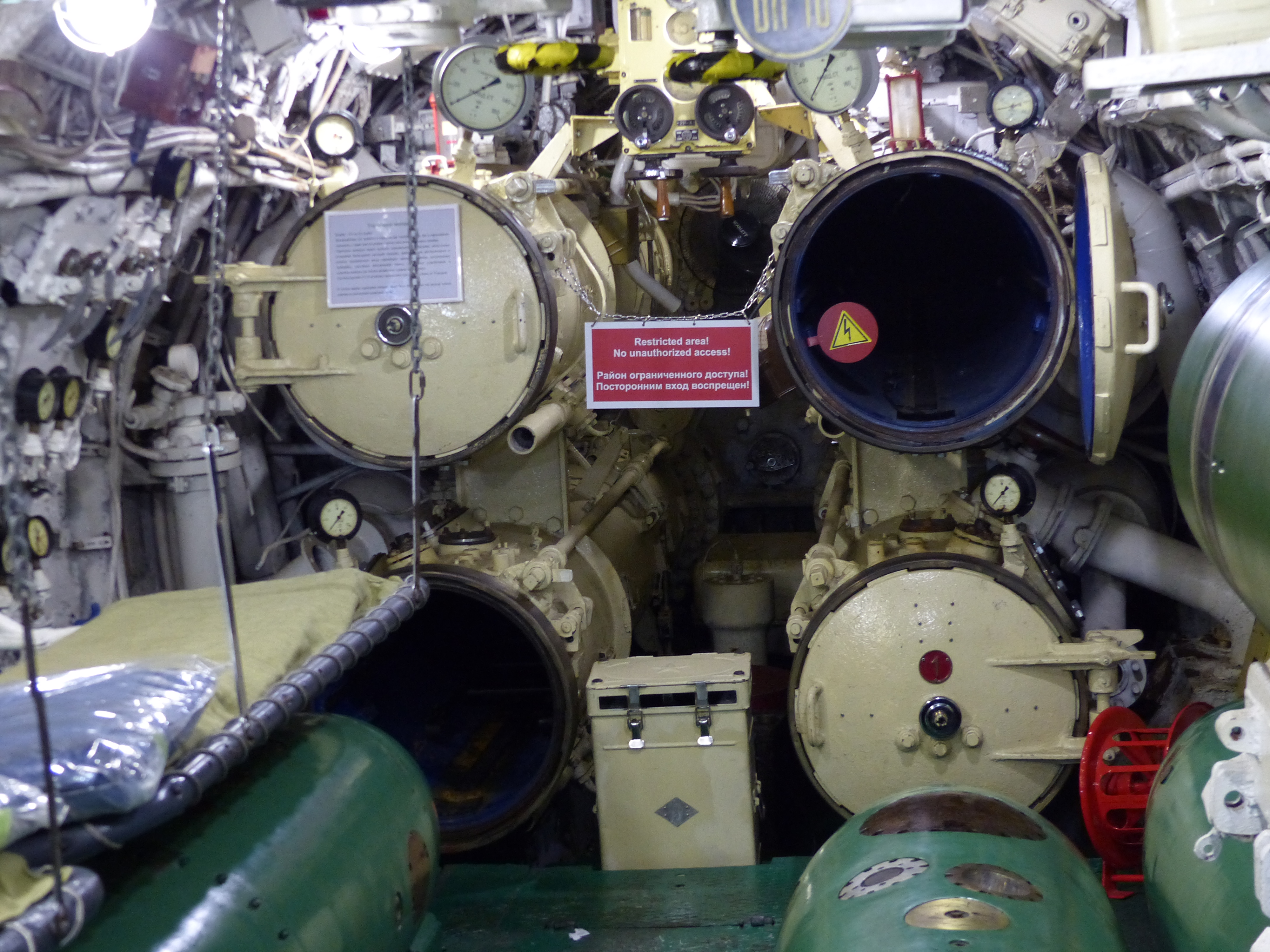
1-й — носовой торпедный отсек
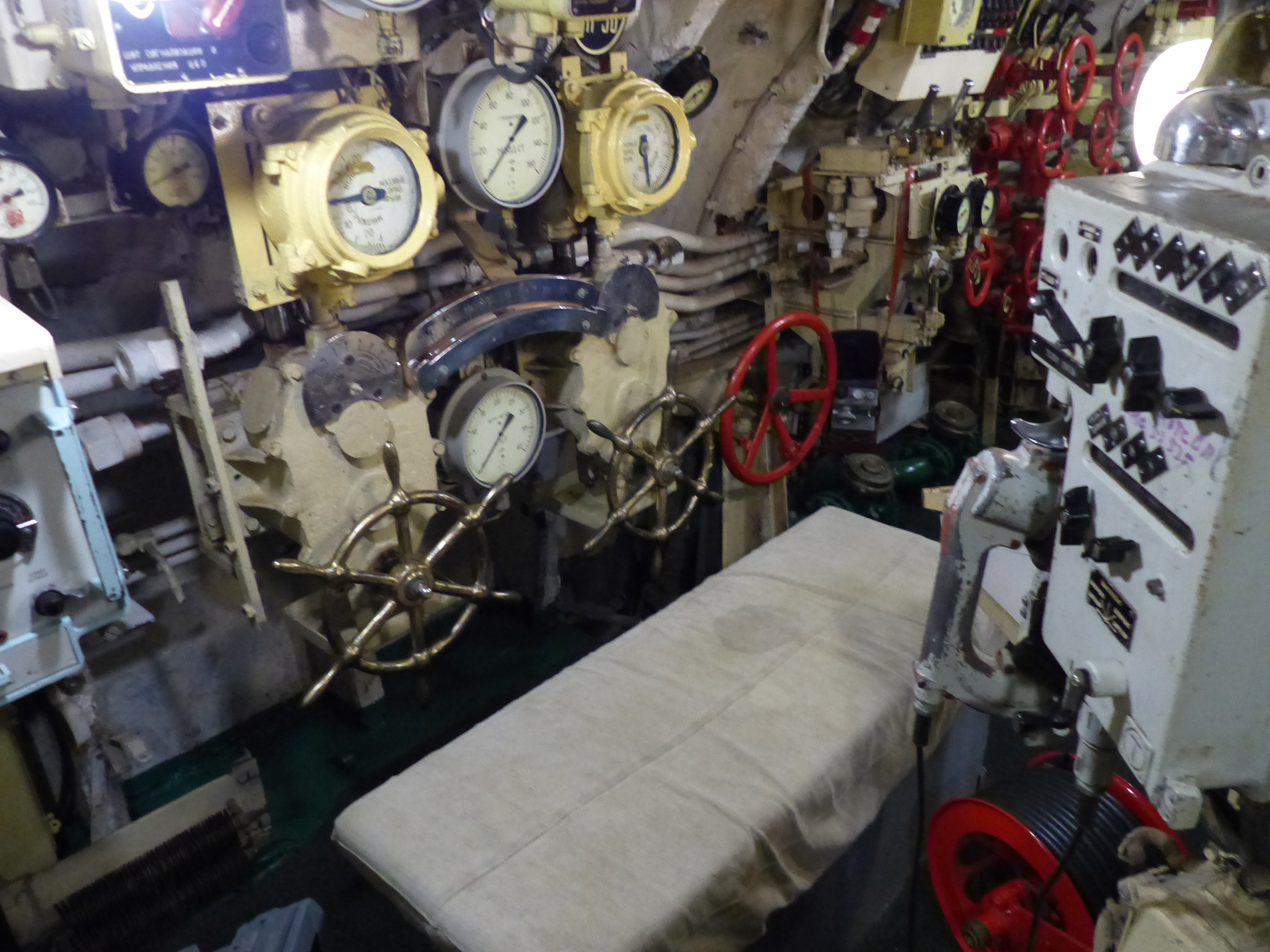
Пост управления погружением и всплытием
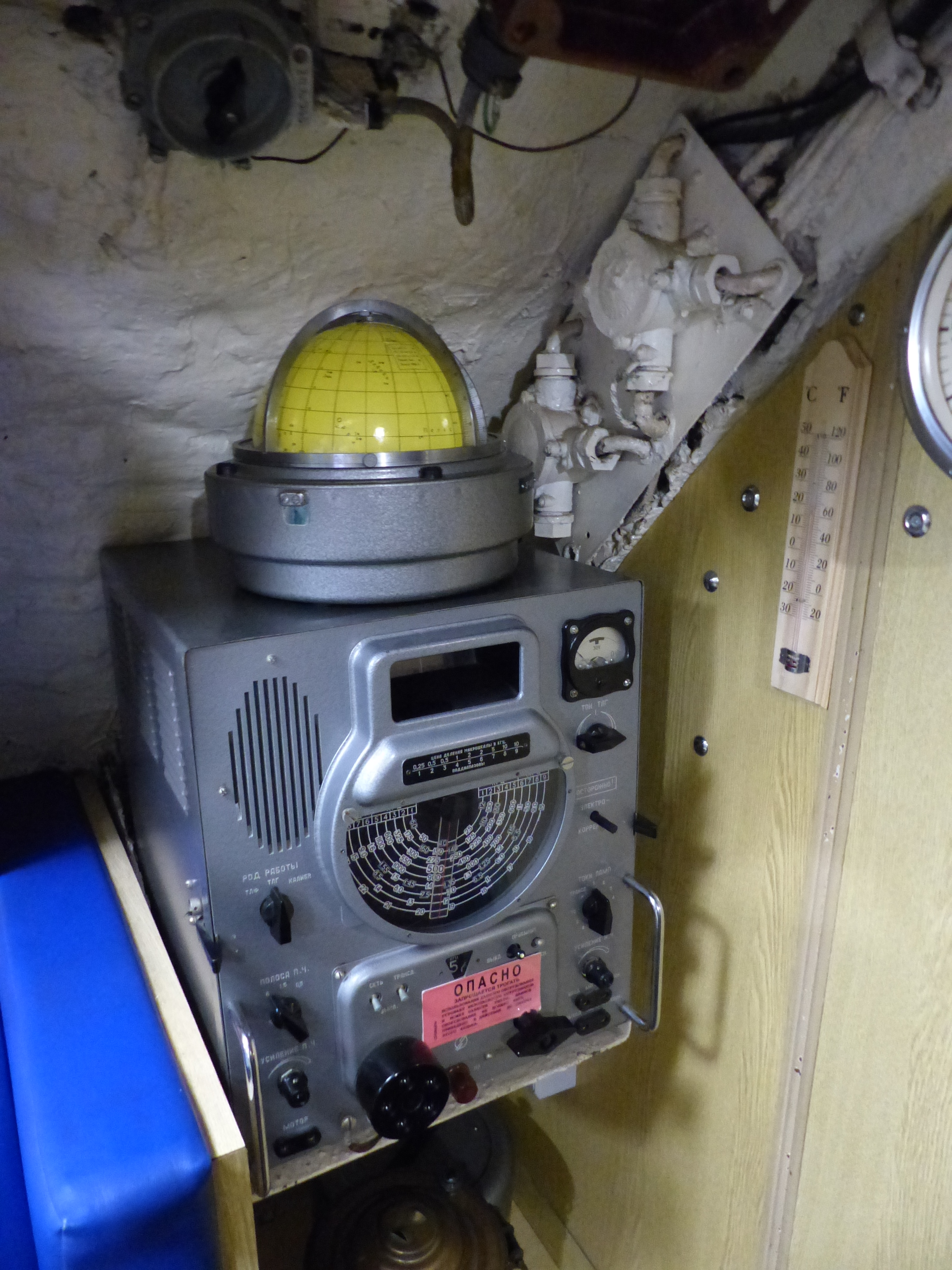
Астронавигатор и радиоприёмник "ВОЛНА-К"

## В культуре
С-189 представлена в компьютерной ММО-игре World of Warships и Мир кораблей.
В книге Шимуна Врочека «Питер» из серии "Метро 2033" герои отправляются на С-189 в Сосновый бор, чтобы попасть на ЛАЭС. - Метро 2033: Питер